# Fyllinge
Fyllinge is een plaats in de gemeente Halmstad in het landschap Halland en de provincie Hallands län. De plaats heeft 2380 inwoners (2005) en een oppervlakte van 198 hectare.

## Verkeer en vervoer
Bij de plaats loopt de Riksväg 15.